# Butte aux Follets
La Butte aux follets était un tumulus situé au hameau de La Loulaie, commune de Malansac (Morbihan).
Il aurait été détruit au début du XXe siècle.